# Jezeřany-Maršovice
Jezeřany-Maršovice é uma comuna checa localizada na região de Morávia do Sul, distrito de Znojmo.